# Кемпінг

Дорожній знак

Ке́мпінг — сезонний заклад для авто-, мото-, велотуристів з наметами або будинками легкого типу і спеціальними місцями для стоянки та зберігання автомобілів. Кемпінг, зазвичай, обладнаний водопроводом, плитами для приготування їжі, має магазин, пошту, телефон, медпункт та ін. Кемпінг створюється для попередження самовільної організації стоянок туристів на природі та планового регулювання таких закладів. Відмінною рисою кемпінгів є самообслуговування туристів. Постійними спорудами є адміністративне приміщення з пунктом прокату устаткування і побутових предметів, спальні павільйони з кімнатами на 2-4 особи, кухня, душові, вмивальні та туалети, естакади для огляду і миття автомобілів. Деякі кемпінги входять до складу цілорічних багатопрофільних туристичних готелів, турбаз. Кемпінги споруджуються, як правило, в передмістях, на трасах популярних туристичних маршрутів, у зелених зонах, курортних районах, туристичних центрах. Площа ділянки кемпінгу визначається з розрахунку 100—120 м² на одного туриста.